# Piekervaring
De term piekervaring wordt gebruikt om een bepaalde bewustzijnsstoestand te beschrijven die kan optreden tijdens een transpersoonlijke of extatische belevenis waarbij vooral gevoelens van eenheid, harmonie en verbondenheid aanwezig zijn. Mensen die dit overkomt geven aan dat zij de mystieke aard van deze ervaringen niet onder woorden kunnen brengen.

## Oorsprong van de term
Veel van de kenmerken die men nu aan deze term toeschrijft werden beschreven door de psycholoog Abraham Maslow. Maslow probeerde deze ervaringen, die meestal als religieus beschouwd worden en daardoor oorspronkelijk als bovennatuurlijk werden gezien, tot een natuurlijk verschijnsel te herleiden. Hij nam aan dat oorsprong, kern en essentie van alle bekende "hogere religies" teruggevoerd kan worden op de zelfverwerkelijking van een uitzonderlijk gevoelige profeet of ziener.

## De aard van piekervaringen
Piekervaringen worden door Maslow beschreven als bijzonder vreugdevolle en opwindende momenten in het leven waaraan gevoelens van intens geluk en welbevinden, verwondering en ontzag deel van uitmaken, mogelijk vergezeld gaande van de gewaarwording van een transcendente eenheid of kennis van een hogere waarheid (alsof de wereld vanuit een ander, vaak zeer diep gevoeld en ontzagwekkend perspectief beschouwd wordt).
Deze ervaringen komen meestal plotseling en worden vaak opgewekt door diepe meditatie, intense gevoelens van liefde, beleving van grote kunst of muziek, of de overweldigende schoonheid van de natuur.
Piekervaringen kunnen ook opgewekt worden door chemische stoffen. Een dubbelblind klinisch onderzoek toonde aan dat psilocybine (de belangrijkste psycho-actieve stof uit verschillende hallucinogene paddenstoelsoorten) bij de meeste proefpersonen intense piekervaringen veroorzaakte. In een 14 maanden durend vervolgonderzoek meldde de meerderheid van de proefpersonen dat de door psilocybine veroorzaakte ervaring uitzonderlijk positief beleefd werd en behoorde tot de vijf voor hen persoonlijk meest betekenisvolle ervaringen van hun leven.
Volgens Maslow (1970) werken piekervaringen verheffend en veranderen zij de persoonlijkheid: er komt creatieve energie vrij, het benadrukt de betekenis en de waarde van het bestaan, het geeft doelgerichtheid aan het individu en een gevoel van verbondenheid, het verandert iemand definitief in een beter mens. Piekervaringen kunnen therapeutisch werken en leiden tot een grotere vrijheid van de wil, zelfbepaling, creativiteit en empathie. De hoogste pieken geven gevoelens grenzeloze horizonten te overzien, het gevoel tot alles in staat en tegelijkertijd hulpelozer dan ooit te zijn, een gevoel van grote extase, verwondering en ontzag, en het verlies van besef van ruimte en tijd. Bij zeer krachtige piekervaringen lost het besef van het zelf op in een groter geheel.
Maslows theorie lijkt door de resultaten van het onderzoek van Griffiths (2006 & 2008) ondersteund te worden. Vrienden en verwanten van het deel van de proefpersonen dat psilocybine gebruikte, bemerkten een hele reeks van positieve persoonlijkheidsveranderingen op.
Volgens Maslow is iedereen in staat om piekervaringen te beleven. Letterlijk iedereen heeft een groot aantal piekervaringen gedurende zijn leven meegemaakt maar vaak worden zulke ervaringen niet als bijzonder opgemerkt. Bij zogenoemde niet-piekers ("non-peakers"), worden piekervaringen weerstaan en verdrongen. Volgens Maslow zouden piekervaringen bestudeerd en bevorderd moeten worden waardoor mensen die ze nooit hadden of ze weerstonden ermee in aanraking gebracht kunnen worden, als een middel om persoonlijke groei en zelfactualisering te bereiken.

## Langdurige piekervaring
Piekervaringen zijn kortstondige momenten van zelfactualisering. Maslow omschreef langdurige door de eigen wil opgeroepen piekervaringen (plateau ervaringen) als een kenmerk van zelfgeactualiseerde mensen. Hij beschreef dit als een bewuste staat van cognitieve gelukzaligheid die slechts te bereiken is door er gedurende het hele leven hard aan te werken.